# Armine Wodehouse (5e baronnet)
Pour les articles homonymes, voir Armine Wodehouse et Wodehouse.
Armine Wodehouse, 5e baronnet (c. 1714 - 21 mai 1777), est un député conservateur britannique.

## Biographie
Il est le fils de John Wodehouse (4e baronnet) et de Mary Fermor. Son prénom inhabituel reflète ses liens avec les baronnets de l'Airmine par l'intermédiaire de sa grand-mère Anne Airmine. Il est élu à la Chambre des communes pour le Norfolk en 1737, poste qu'il occupe jusqu'en 1768. En 1754, il succède à son père comme baronnet et au siège familial de Kimberley Hall à Norfolk.
Il épouse Letitia Bacon, fille de Edmund Bacon, 6e baronnet, en 1738. Il meurt en 1777. Son fils aîné John Wodehouse (1er baron Wodehouse), qui est créé baron Wodehouse en 1797 et qui est l'arrière-grand-père de John Wodehouse (1er comte de Kimberley) lui succède comme baronnet. Le deuxième fils de Wodehouse, le révérend Philip Wodehouse (1745-1811), est l'arrière-grand-père de l'auteur Pelham Grenville Wodehouse tandis que son troisième fils, Thomas Wodehouse, est le grand-père de l'administrateur colonial Philip Edmond Wodehouse (en).